# Coppa del mondo per club FIFA 2008
La Coppa del Mondo per club FIFA 2008 (in giapponese: 2008FIFAクラブワールドカップ, 2008 FIFA kurabuwārudokappu, in inglese: 2008 FIFA Club World Cup), è stata la quinta edizione di questo torneo di calcio per squadre maschili di club organizzato dalla FIFA. Si tratta della 4ª edizione da quando ha sostituito la Coppa Intercontinentale. Per il quarto anno consecutivo la manifestazione si è svolta in Giappone, dall'11 al 21 dicembre 2008, mentre dall'edizione successiva il Mondiale si giocherà per la prima volta fuori dal paese nipponico, negli Emirati Arabi Uniti. Come pallone ufficiale della competizione è stato utilizzato Adidas Terrapass.
Vincitore della manifestazione è stato il Manchester United, che ha sconfitto in finale la LDU Quito per 1-0. Si tratta della prima vittoria, anche se il Manchester United aveva già vinto un'edizione della Coppa Intercontinentale nel 1999.

## Formula
Partecipano le sei vincitrici delle rispettive competizioni continentali, più la squadra campione nazionale del paese ospitante. Se una squadra del paese ospitante vince il proprio trofeo continentale, al posto dei campioni nazionali partecipa la finalista della competizione internazionale, visto il divieto di partecipazione per più squadre dello stesso paese. Questa evenienza si è verificata nella presente edizione: a vincere la AFC Champions League 2008 è stata la compagine giapponese del Gamba Osaka, perciò allo spareggio preliminare con la vincitrice della OFC Champions League hanno avuto accesso gli australiani dell'Adelaide United, anziché la squadra Campione del Giappone, ossia i Kashima Antlers.
I finalisti perdenti della Champions asiatica devono sfidare i rappresentanti dell'Oceania in un turno preliminare, la cui vincente si aggrega alle detentrici dei titoli di Africa, Asia e Centro-Nord America. Le vincenti di questi scontri sfidano in semifinale le vincitrici della UEFA Champions League e della Coppa Libertadores. Oltre la finale per il titolo si disputano gli incontri per il terzo e il quinto posto. Quest'ultima è stata reintrodotta dopo che nell'edizione precedente non si era giocata.

## Stadi
Il Nissan Stadium di Yokohama, durante lo svolgimento della Coppa del mondo per club, torna ad assumere il precedente nome di International Stadium. Ciò a causa di una norma della FIFA che vieta di sponsorizzare i nomi degli stadi utilizzati durante le proprie competizioni.
| International Stadium | Tokyo Toyota Yokohama | National Stadium | Toyota Stadium   |
| --------------------- | --------------------- | ---------------- | ---------------- |
| Località: Yokohama    | Tokyo Toyota Yokohama | Località: Tokyo  | Località: Toyota |
| Capienza: 72.370      | Tokyo Toyota Yokohama | Capienza: 60.000 | Capienza: 45.000 |
|                       | Tokyo Toyota Yokohama |                  |                  |

## Squadre partecipanti
| Squadra        | Data di qualificazione | Confederazione | Qualificata in quanto                    | Partecipazioni       |
| -------------- | ---------------------- | -------------- | ---------------------------------------- | -------------------- |
| Pachuca        | 30 aprile 2008         | CONCACAF       | Campione CONCACAF Champions' Cup 2008    | 2ª (Ultima nel 2007) |
| Waitakere Utd  | 4 maggio 2008          | OFC            | Campione OFC Champions League 2007-2008  | 2ª (Ultima nel 2007) |
| Manchester Utd | 21 maggio 2008         | UEFA           | Campione UEFA Champions League 2007-2008 | 2ª (Ultima nel 2000) |
| LDU Quito      | 2 luglio 2008          | CONMEBOL       | Campione Coppa Libertadores 2008         | 1ª                   |
| Gamba Osaka    | 12 novembre 2008       | AFC            | Campione AFC Champions League 2008       | 1ª                   |
| Adelaide Utd   | 12 novembre 2008       | AFC            | Finalista AFC Champions League 2008      | 1ª                   |
| Al-Ahly        | 16 novembre 2008       | CAF            | Campione CAF Champions League 2008       | 3ª (Ultima nel 2006) |

## Arbitri
La FIFA ha selezionato un esponente per ogni singola confederazione, più uno di riserva.
AFC
- Ravshan Irmatov
- Yūichi Nishimura (riserva)

CAF
- Mohamed Benouza

CONCACAF
- Benito Archundia

CONMEBOL
- Pablo Pozo

OFC
- Peter O'Leary

UEFA
- Alberto Undiano

## Risultati

### Tabellone
|  | Primo turno      | Primo turno                  |                              |         | Secondo turno | Secondo turno |                             |                             | Semifinali | Semifinali |  |  | Finale | Finale |
|  |                  |                              |                              |         |               |               |                             |                             |            |            |  |  |        |        |
|  | Adelaide Utd     | 2                            |                              |         |               |               |                             |                             |            |            |  |  |        |        |
|  | Adelaide Utd     | 2                            |                              |         |               |               |                             |                             |            |            |  |  |        |        |
|  | Waitakere United | 1                            |                              |         | Adelaide Utd  | 0             |                             |                             |            |            |  |  |        |        |
|  | Waitakere United | 1                            |                              |         | Adelaide Utd  | 0             |                             |                             |            |            |  |  |        |        |
|  |                  |                              |                              |         | Gamba Osaka   | 1             |                             |                             |            |            |  |  |        |        |
|  | Gamba Osaka      | 3                            |                              |         | Gamba Osaka   | 1             |                             |                             |            |            |  |  |        |        |
|  | Gamba Osaka      | 3                            |                              |         |               |               |                             |                             |            |            |  |  |        |        |
|  |                  |                              | Manchester Utd               | 5       |               |               |                             |                             |            |            |  |  |        |        |
|  |                  |                              | Manchester Utd               | 5       |               |               |                             |                             |            |            |  |  |        |        |
|  |                  |                              |                              |         |               |               |                             |                             |            |            |  |  |        |        |
|  |                  |                              |                              |         |               |               |                             |                             |            |            |  |  |        |        |
|  | Manchester Utd   | 1                            |                              |         |               |               |                             |                             |            |            |  |  |        |        |
|  | Manchester Utd   | 1                            |                              |         |               |               |                             |                             |            |            |  |  |        |        |
|  |                  | LDU Quito                    | 0                            |         |               |               |                             |                             |            |            |  |  |        |        |
|  |                  |                              | 0                            | Al-Ahly | 2             |               |                             |                             |            |            |  |  |        |        |
|  |                  |                              |                              |         |               |               |                             |                             |            |            |  |  |        |        |
|  |                  | Pachuca (dts)                | 4                            |         |               |               |                             |                             |            |            |  |  |        |        |
|  | Pachuca          | Pachuca (dts)                | 4                            | 0       |               |               |                             |                             |            |            |  |  |        |        |
|  | Pachuca          | Incontro per il quinto posto | Incontro per il quinto posto | 0       |               |               | Incontro per il terzo posto | Incontro per il terzo posto |            |            |  |  |        |        |
|  |                  | Incontro per il quinto posto | Incontro per il quinto posto |         | LDU Quito     | 2             | Incontro per il terzo posto | Incontro per il terzo posto |            |            |  |  |        |        |
|  | Adelaide Utd     | 1                            | Gamba Osaka                  | 1       | LDU Quito     | 2             |                             |                             |            |            |  |  |        |        |
|  | Adelaide Utd     | 1                            | Gamba Osaka                  | 1       |               |               |                             |                             |            |            |  |  |        |        |
|  | Al-Ahly          | 0                            | Pachuca                      | 0       |               |               |                             |                             |            |            |  |  |        |        |
|  | Al-Ahly          | 0                            | Pachuca                      | 0       |               |               |                             |                             |            |            |  |  |        |        |
|  |                  |                              |                              |         |               |               |                             |                             |            |            |  |  |        |        |

### Play-off per i quarti di finale
| Arbitro: | Mohamed Benouza |

|                     |           |            |
| Mullen 39’ Dodd 83’ | Marcatori | 34’ Seaman |

### Quarti di finale
| Arbitro: | Ravshan Irmatov |

|                             |           |                                         |
| Pinto 28’ (aut.) Flávio 45’ | Marcatori | 47’ Montes 73’ 110’ Giménez 98’ Álvarez |

| Arbitro: | Pablo Pozo |

|  |           |          |
|  | Marcatori | 23’ Endo |

### Semifinali
| Arbitro: | Alberto Undiano |

|  |           |                       |
|  | Marcatori | 4’ Bieler 26’ Bolaños |

| Arbitro: | Benito Archundia |

|                                            |           |                                                               |
| Yamazaki 74’ Endo 85’ Hashimoto 91’ (rig.) | Marcatori | 28’ Vidić 45+1’ Cristiano Ronaldo 75’ 79’ Rooney 78’ Fletcher |

### Incontro per il quinto posto
| Arbitro: | Peter O'Leary |

|  |           |              |
|  | Marcatori | 7’ Cristiano |

### Incontro per il terzo posto
| Arbitro: | Pablo Pozo |

|  |           |              |
|  | Marcatori | 29’ Yamazaki |

### Finale
| Arbitro: | Ravshan Irmatov |

|  |           |            |
|  | Marcatori | 73’ Rooney |

## Classifica
| Pos. | Squadra        | Confederazione |
| ---- | -------------- | -------------- |
| 1    | Manchester Utd | UEFA           |
| 2    | LDU Quito      | CONMEBOL       |
| 3    | Gamba Osaka    | AFC            |
| 4    | Pachuca        | CONCACAF       |
| 5    | Adelaide Utd   | AFC            |
| 6    | Al-Ahly        | CAF            |
| 7    | Waitakere Utd  | OFC            |

## Classifica marcatori
| Gol |  |  | Giocatore         | Squadra          |
| --- |  |  | ----------------- | ---------------- |
| 3   |  |  | Wayne Rooney      | Manchester Utd   |
| 2   |  |  | Yasuhito Endō     | Gamba Osaka      |
| 2   |  |  | Christian Giménez | Pachuca          |
| 2   |  |  | Masato Yamazaki   | Gamba Osaka      |
| 1   |  |  | Damián Álvarez    | Pachuca          |
| 1   |  |  | Claudio Bieler    | LDU Quito        |
| 1   |  |  | Luis Bolaños      | LDU Quito        |
| 1   |  |  | Cristiano         | Adelaide Utd     |
| 1   |  |  | Travis Dodd       | Adelaide Utd     |
| 1   |  |  | Flávio            | Al-Ahly          |
| 1   |  |  | Darren Fletcher   | Manchester Utd   |
| 1   |  |  | Hideo Hashimoto   | Gamba Osaka      |
| 1   |  |  | Luis Montes       | Pachuca          |
| 1   |  |  | Daniel Mullen     | Adelaide Utd     |
| 1   |  |  | Cristiano Ronaldo | Manchester Utd   |
| 1   |  |  | Paul Seaman       | Waitakere United |
| 1   |  |  | Nemanja Vidić     | Manchester Utd   |

Autoreti
- 1:  Fausto Pinto (Pachuca)